# 박산리 작약골 쌍탑제

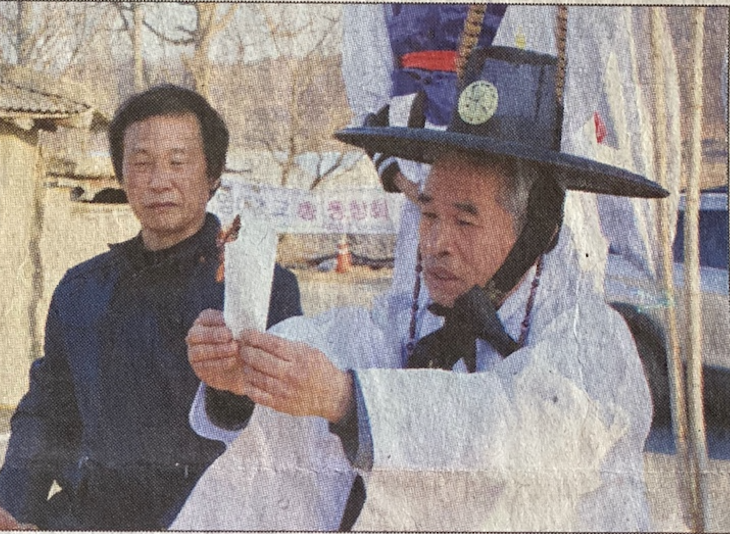

박산리 작약골 쌍탑제는 세종특별자치시 금남면 박산리, 작약골 마을에 있는 원추형 돌무더기이다. 향토유적 관리는 '작약골 쌍탑제 보존회'에서 맡고 있다. 2014년 9월 30일 세종특별자치시의 향토문화유산 제64호로 지정되었다.

## 개요
박산리 작약골 쌍탑제(朴山里 작약골 雙塔祭)는 세종특별자치시 금남면 박산리 작약골 마을 주민들이 매년 음력 1월 14일에 마을 입구에 쌓은 한 쌍의 돌무더기 탑에서 마을의 풍요와 안녕, 화합을 기원하는 제사(祭祀)이다.
쌍탑은 풍수지리(風水地理)에 따라 마을의 부족한 방위(方位)를 보완하기 위해 쌓은 것이다. 마을의 동쪽입구와 서쪽입구에 쌓아 동서(東西)로 일직선이 되도록 만들었는데, 동쪽에 쌓은 탑은 좌청룡(左靑龍)의 역할을 하는 할아버지탑이며, 서쪽에 쌓은 탑은 우백호(右白虎)인 할머니탑으로 두 탑의 거리는 약 200m이다.
쌍탑제의 기원은 명확하지 않으나 탑을 조성(造成)한 후 지내오던 제사가 중단되었는데 조선시대 중기에 진주류씨(晉洲柳氏) 들이 이 마을에 이주하면서 낡은 탑을 보충하여 고치고 다시 제사를 지냈다고 한다. 그 후 계속해서 이어오던 것이 1990년대에 다시 중단되었는데 제사를 지내는 동안에는 없었던 흉(凶)한 일들이 빈번히 발생하였다. 이에 마을주민들은 제사를 멈춰서 일어난 일이라 여기게 되었고 주민들 스스로 '작약골 쌍탑제 보존회'를 만들어 2011년부터 다시 쌍탑제를 지내고 있다.
쌍탑제는 제사를 지내는 관리를 보름 전에 정하여 몸가짐을 단정히 하게 하는 것으로 시작하여 음력 1월 14일이 되면 낮부터 농악대가 집집을 돌면서 지신(地神)밟기를 한다. 해가 지면 횃불을 밝히고 마을사람들의 정성으로 마련한 제사음식으로 동쪽에 위치하는 할아버지탑에 제사를 지내는 상탑제를 올린 후 이어서 서쪽에 위치한 할머니탑에 제사를 지내는 하탑제를 진행한다. 제사를 마치면 제사에 올린 음식을 나눠먹으며 마을잔치를 여는 것으로 마무리 된다. 
서쪽에 위치한 할머니탑 옆에 커다란 보호수가 있었으나 십여년 전 낙뢰로 인해 유실되었다. 이 때의 피해로 할머니탑의 일부가 무너져 내린 채 몇 년간 방치되어 있었으나 2014년에 세종시의 향토문화유산으로 지정받으며 복구하여 현재는 그 모습을 온전하게 유지하고 있다. 
작약골 쌍탑제 보존회는 마을의 원로께서 회장을 역임하고 계셨으나 돌아가신 후로 마을 이장에게 연계되어 마을의 대표행사로 자리매김하고 있다. 
[사진]마을의 무병장수 발전을 위한 소지를 봉명사 법지 스님이 올리고 있다.

## 향토유적 지정사유
조선후기부터 내려오는 뿌리깊은 마을신앙을 담고 있는 민속놀이나 산신제, 기고사, 거리제등과 함께 또 다른 정체성을 가지고 있는 탑제를 세종시 소중한 문화유산으로 보존하고자 '작약골 쌍탑제'를 향토유적으로 지정한다.